# Апел (Тарн)
Апел (фр. Appelle) насеље је и општина у јужној Француској у региону Миди Пирене, у департману Тарн која припада префектури Кастр.
По подацима из 2011. године у општини је живело 68 становника, а густина насељености је износила 17,57 становника/km². Општина се простире на површини од 3,87 km². Налази се на средњој надморској висини од 230 метара (максималној 340 m, а минималној 228 m).

## Демографија
| 1962. | 1968. | 1975. | 1982. | 1990. | 1999. | 2011. |
| ----- | ----- | ----- | ----- | ----- | ----- | ----- |
| 75    | 97    | 74    | 57    | 54    | 71    | 68    |

График промене броја становника у току последњих година